# 3 de junho
3 de junho é o 154.º dia do ano no calendário gregoriano (155.º em anos bissextos). Faltam 211 dias para acabar o ano.

## Eventos históricos

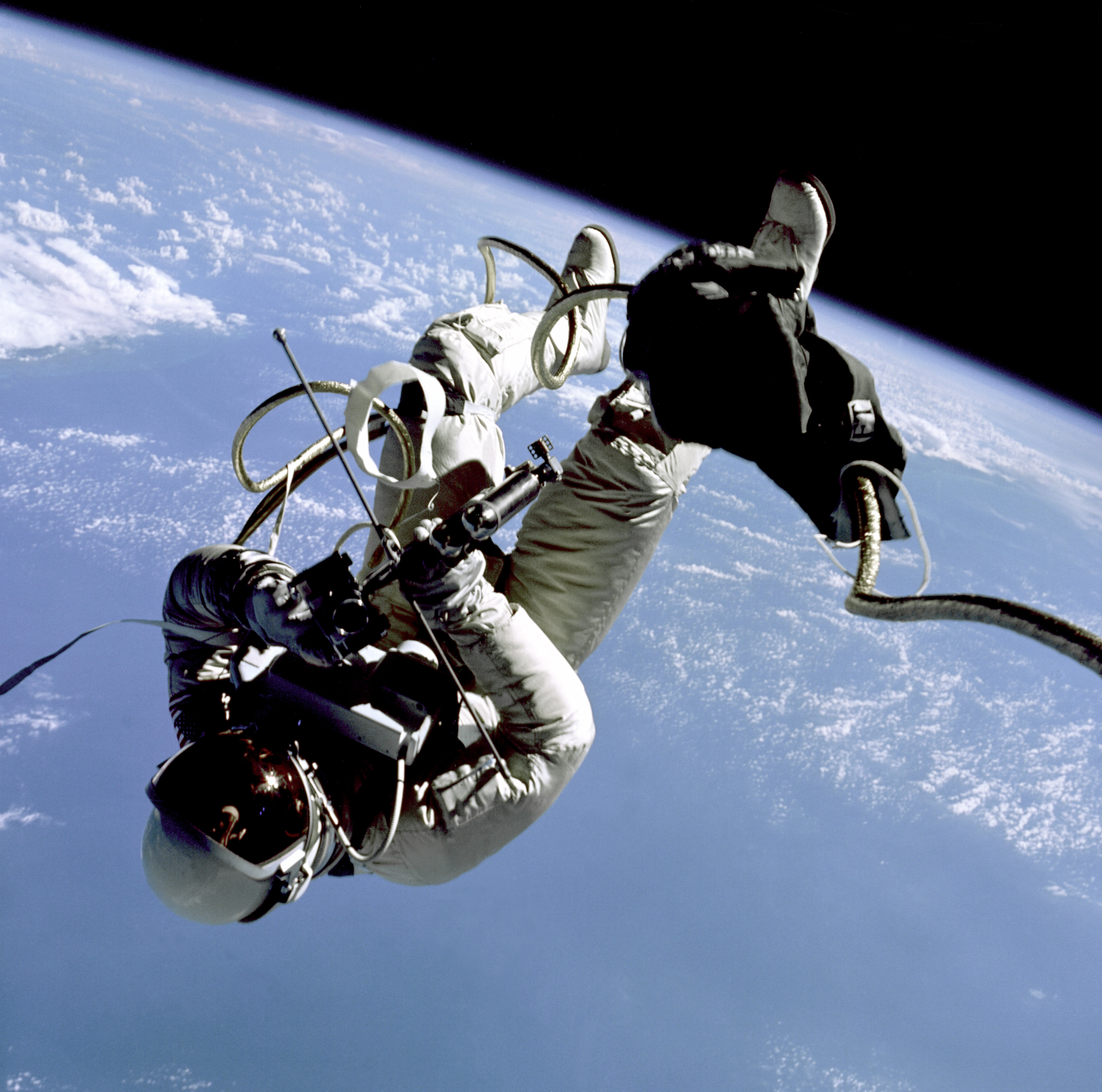
1965: Edward White em seu pioneiro "passeio no espaço" durante a missão Gemini IV

- 0350 — O usurpador romano Nepociano, da dinastia Constantiniana, autoproclama-se imperador romano, entrando em Roma à frente de um grupo de gladiadores.[1]
- 0713 — Imperador bizantino Filípico é cegado, deposto e enviado ao exílio por conspiradores do exército de Tema Opsiciano na Trácia. É sucedido por Anastácio II, que inicia a reorganização do exército bizantino.
- 1098 — Após um cerco de cinco meses durante a Primeira Cruzada, os cruzados tomam Antioquia (atual Turquia).[2]
- 1140 — O estudioso francês Pedro Abelardo é considerado culpado de heresia.[3]
- 1326 — O Tratado de Novgorod delineia as fronteiras entre a Rússia e a Noruega em Finnmark.
- 1539 — Hernando de Soto reivindica a Flórida para a Espanha.
- 1602 — Uma força naval inglesa derrota uma frota de galés espanholas e captura uma grande nau portuguesa na Batalha da Baía de Sesimbra.
- 1621 — Companhia Holandesa das Índias Ocidentais assume o monopólio do comércio nos Novos Países Baixos.
- 1665 — James Stuart, duque de York (que mais tarde se tornaria o rei James II da Inglaterra), derrota a frota holandesa na costa de Lowestoft.
- 1839 — Lin Hse Tsu, destrói 1,2 milhão de quilos de ópio confiscados de mercadores britânicos, proporcionando ao Império Britânico um casus belli para abrir hostilidades, resultando na Primeira Guerra do Ópio.
- 1844 — O último par de arau-gigante é morto.[4]
- 1863 — Guerra Civil Americana: Robert E. Lee e seu Exército da Virgínia do Norte começam a marchar para invadir o Norte pela segunda vez, iniciando a campanha de Gettysburg.
- 1864 — Guerra Civil Americana: as forças da União sob o comando de Ulysses S. Grant sofrem pesadas baixas atacando as tropas confederadas sob o comando de Robert E. Lee na Batalha de Cold Harbor no Condado de Hanover, Virgínia.
- 1889 — A primeira linha de transmissão de energia elétrica de longa distância nos Estados Unidos é concluída, operando 23 km entre um gerador no rio Willamette e o centro de Portland, Oregon.[5]
- 1900 — O cientista brasileiro Roberto Landell de Moura, testa com sucesso aparelhos que transmitiram sem fios sons e sinais telegráficos.
- 1937 — O duque de Windsor se casa com Wallis Simpson.
- 1940
  - Segunda Guerra Mundial: a Batalha de Dunquerque termina com uma vitória alemã e com as forças aliadas em total retirada.
  - Segunda Guerra Mundial: durante a Batalha da França, a Luftwaffe bombardeia Paris.
- 1942 — Segunda Guerra Mundial: o Japão inicia a Campanha das Ilhas Aleutas bombardeando a Ilha Unalaska.
- 1950 — Herzog e Lachenal, da Expedição francesa ao Annapurna, tornam-se os primeiros alpinistas a chegar ao cume de um pico de 8 000 metros.
- 1962 — No aeroporto de Paris-Orly, o voo Air France 007 ultrapassa a pista e explode quando a tripulação tenta abortar a decolagem, matando 130 pessoas.
- 1965 — Lançamento da Gemini IV, a primeira missão espacial de vários dias por uma equipe da NASA. Edward White, um membro da equipe, realiza a primeira atividade extraveicular americana.
- 1973 — Um Tupolev Tu-144 supersônico soviético cai perto de Goussainville, França, matando 14 pessoas, o primeiro acidente de um avião supersônico de passageiros.[6]
- 1989 — O governo da China envia tropas para expulsar os manifestantes da Praça da Paz Celestial após sete semanas de ocupação.
- 1992 — Começa a Conferência das Nações Unidas sobre o Meio Ambiente e o Desenvolvimento, também conhecida como Rio 92, foi uma conferência de chefes de estado organizada pelas Nações Unidas, no Rio de Janeiro.
- 2006 — A união da Sérvia e Montenegro chega ao fim com a declaração formal de independência de Montenegro.
- 2012 — Um avião transportando 153 pessoas a bordo cai em um bairro residencial em Lagos, na Nigéria, matando todos a bordo e 10 pessoas no solo.
- 2013 — Começa o julgamento da soldada rasa do Exército dos Estados Unidos, Chelsea Manning, por vazar material classificado para o WikiLeaks em Fort Meade, Maryland.
- 2017 — Ataque à London Bridge: oito pessoas são assassinadas e dezenas de civis são feridos por terroristas islâmicos. Três dos atacantes são mortos a tiros pela polícia.
- 2018 — Erupção do Vulcão de Fogo, na Guatemala, mata mais de 70 pessoas, fere outras 300 e deixa desaparecidos.
- 2019 — Brigitte Bierlein é eleita Chanceler da Áustria, tornando-se a primeira mulher a ocupar este cargo nesse país.

## Nascimentos

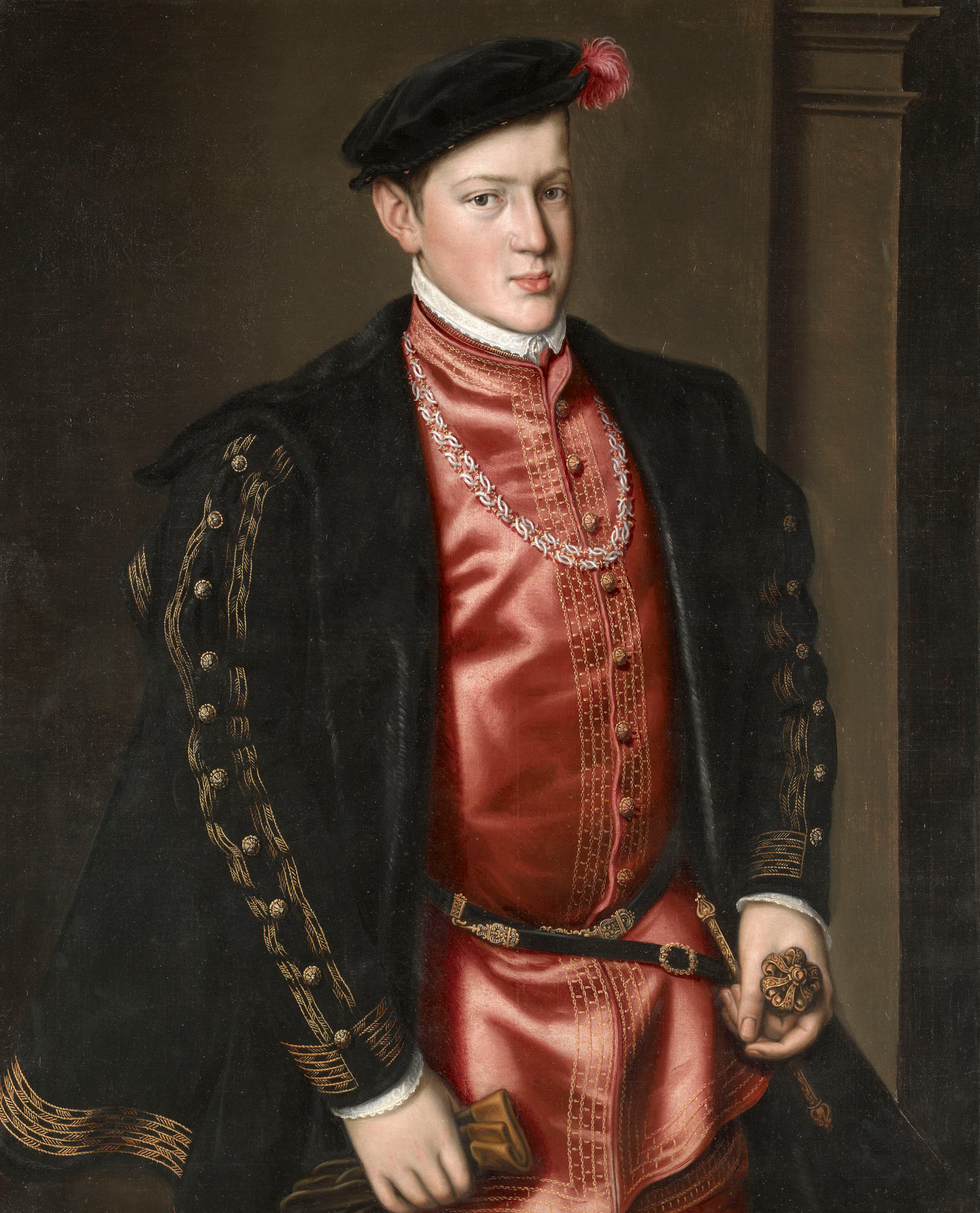
João Manuel, Príncipe de Portugal

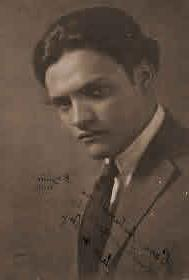
José Lins do Rego

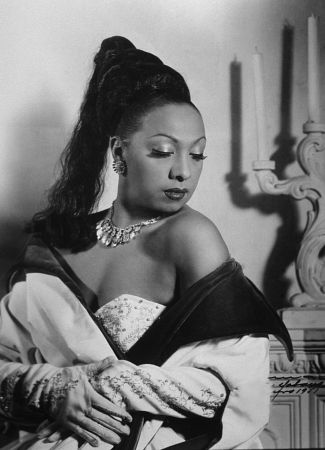
Josephine Baker

Mário Filho

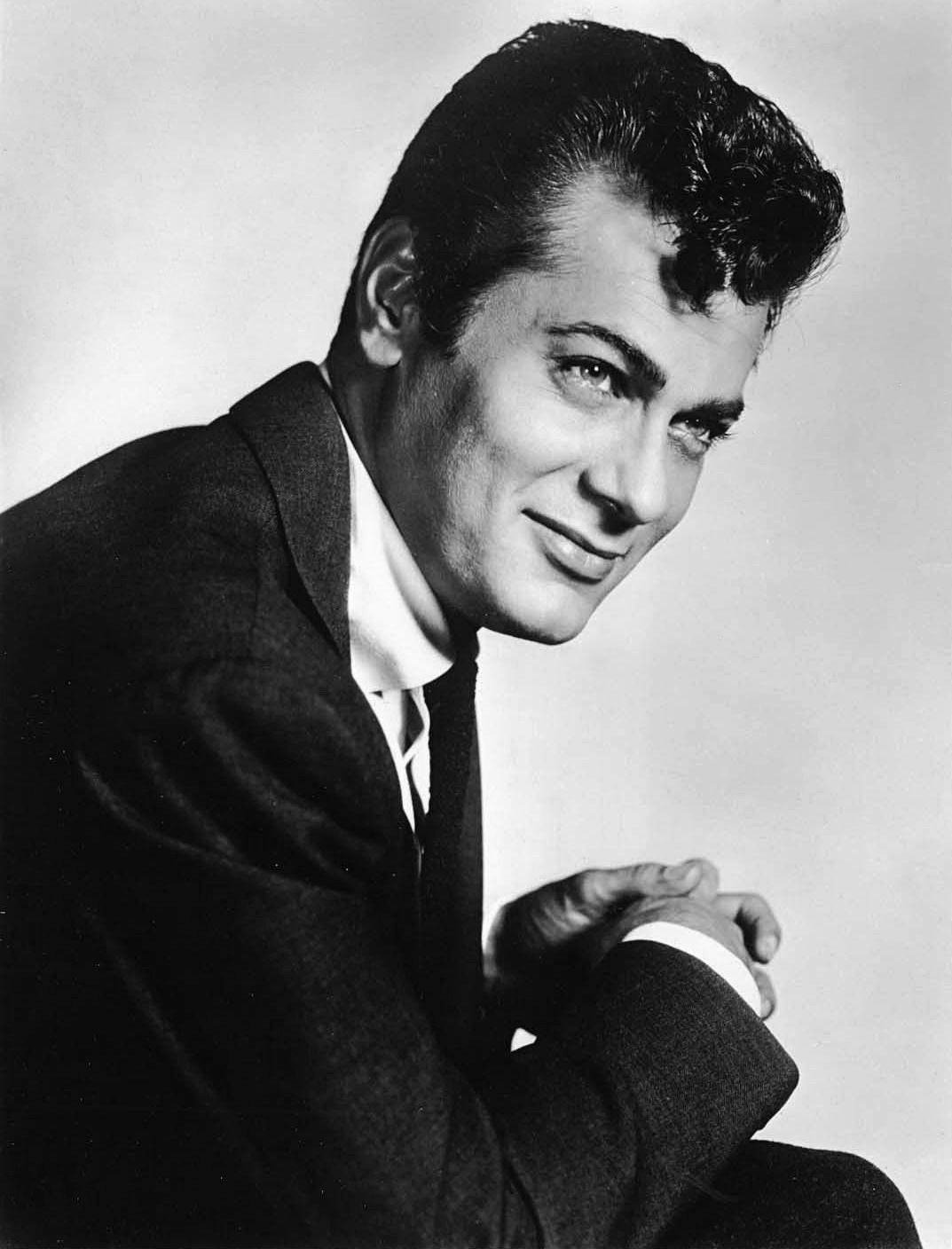
Tony Curtis

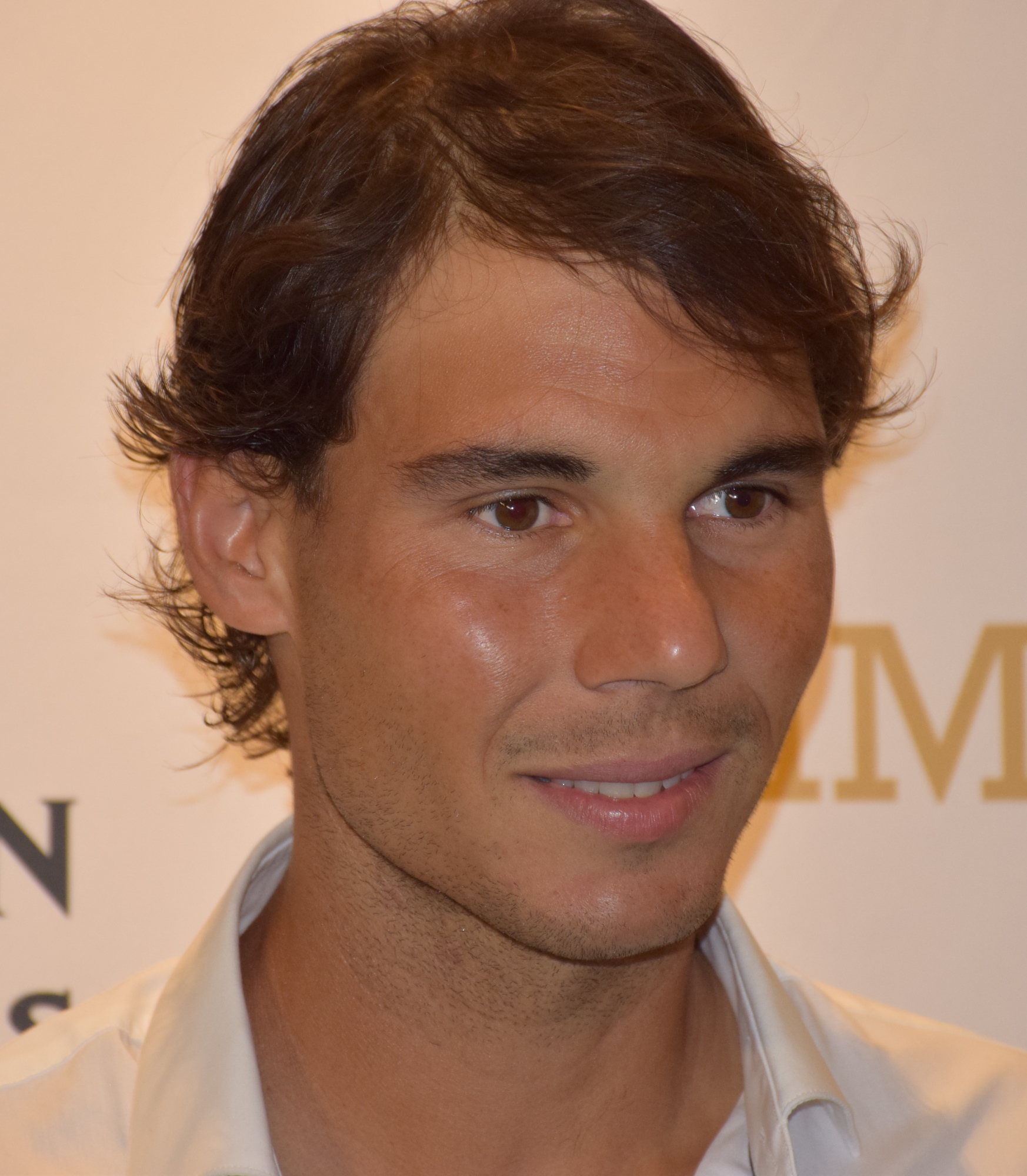
Rafael Nadal

### Anterior ao século XIX
- 1537 — João Manuel, Príncipe de Portugal (m. 1554).
- 1540 — Carlos II de Áustria (m. 1590).
- 1554 — Pedro de Médici, Príncipe da Toscana (m. 1604).
- 1594 — César de Bourbon, Duque de Vendôme (m. 1665).
- 1736 — John Acton, político britânico (m. 1811).
- 1743 — Guilherme I, Eleitor de Hesse (m. 1821).
- 1788 — Buenaventura Codina y Augerolas, prelado espanhol (m. 1857).

### Século XIX
- 1808 — Jefferson Davis, político norte-americano (m. 1889).
- 1819 — Thomas Ball, escultor, cantor e pintor americano (m. 1911).
- 1832 — Charles Lecocq, compositor francês (m. 1918).
- 1865 — Jorge V do Reino Unido (m. 1936).
- 1877 — Raoul Dufy, pintor francês (m. 1953).

### Século XX

#### 1901–1950
- 1901
  - José Lins do Rego, escritor brasileiro (m. 1957).
  - Maurice Evans, ator britânico (m. 1989).
- 1902 — George Quaintance, pintor, cenógrafo e fotógrafo norte-americano (m. 1957).
- 1903 — Henry-Russell Hitchcock, historiador de arquitetura norte-americano (m. 1957).
- 1906 — Josephine Baker, cantora, atriz e dançarina estadunidense (m. 1975).
- 1908 — Mário Filho, jornalista brasileiro (m. 1966).
- 1909 — Ernst vom Rath, diplomata alemão (m. 1938).
- 1910
  - Paulette Goddard, atriz norte-americana (m. 1990).
  - Wilfred Thesiger, explorador e escritor britânico (m. 2003).
- 1911 — Armandinho, futebolista brasileiro (m. 1972).
- 1914 — Roy Glenn, ator norte-americano (m. 1971).
- 1915 — Yehoshua Bar-Hillel, matemático, filósofo e linguista israelense (m. 1975).
- 1916 — Josef Ludl, futebolista e treinador de futebol tcheco (m. 1998).
- 1922 — Alain Resnais, diretor de cinema francês (m. 2014).
- 1923 — Igor Shafarevich, matemático russo (m. 2017).
- 1924
  - Ken Armstrong, futebolista e treinador de futebol britânico (m. 1984).
  - Torsten Wiesel, médico e neurobiologista sueco.
- 1925 — Tony Curtis, ator estadunidense (m. 2010).
- 1926
  - Allen Ginsberg, poeta americano (m. 1997).
  - Ipojucan, futebolista brasileiro (m. 1978).
- 1927 — Eliseo Mouriño, futebolista argentino (m. 1961).
- 1929
  - Jean Bouise, ator francês (m. 1989).
  - Werner Arber, microbiologista e geneticista suíço.
- 1930 — Marion Zimmer Bradley, escritora estadunidense (m. 1999).
- 1931
  - Raúl Castro, político e militar cubano.
  - Carmen Dell'Orefice, modelo e atriz norte-americana.
  - John Norman, escritor norte-americano.
- 1933
  - Isa bin Salman al-Khalifa, emir do Bahrein (m. 1999).
  - Celso Torrelio Villa, militar e político boliviano (m. 1999).
- 1939 — Ian Hunter, músico britânico.
- 1941 — Anatoliy Puzach, futebolista ucraniano (m. 2006).
- 1942
  - Celso Amorim, diplomata e político brasileiro.
  - Curtis Mayfield, músico norte-americano (m. 1999).
- 1944 — Edith McGuire, ex-velocista norte-americana.
- 1945 — Bill Paterson, ator britânico.
- 1946
  - Michael Clarke, músico norte-americano (m. 1993).
  - Penelope Wilton, atriz britânica.
  - Simon Ntamwana, arcebispo burundinês.
  - Jaime Fillol, ex-tenista chileno.
- 1947 — Mickey Finn, músico britânico (m. 2003).
- 1950
  - Suzi Quatro, cantora estadunidense.
  - Paulo Branco, ator e produtor português.
  - Deniece Williams, cantora, compositora e produtora musical norte-americana.
  - Robert Z'Dar, ator e produtor norte-americano (m. 2015).

#### 1951–2000
- 1951
  - Jean-Claude Duvalier, ex-ditador haitiano (m. 2014).
  - Renato Marsiglia, ex-árbitro de futebol brasileiro.
- 1952
  - David Richards, empresário e ex-automobilista britânico.
  - Billy Powell, músico britânico (m. 2009).
- 1953 — Loalwa Braz, cantora e empresária brasileira (m. 2017).
- 1954
  - Bajram Rexhepi, político kosovar (m. 2017).
  - Mart Nooij, treinador de futebol neerlandês.
- 1955 — Minoru Sano, ex-patinador artístico japonês.
- 1956 — George Burley, ex-futebolista e treinador de futebol britânico.
- 1957
  - Matt Vogel, ex-nadador americano.
  - Ali Larijani, político, militar e filósofo iraniano.
- 1959 — Bonaventure Nahimana, arcebispo burundinês.
- 1961
  - Alan Knight, ex-futebolista e treinador de futebol britânico.
  - César Zabala, futebolista paraguaio (m. 2020).
  - Peter Vidmar, ex-ginasta norte-americano.
- 1962 — Susannah Constantine, especialista de moda britânica.
- 1964
  - Kerry King, músico estadunidense.
  - Doro Pesch, cantora, produtora musical e compositora alemã.
  - James Purefoy, ator britânico.
- 1966
  - Bill Callahan, músico norte-americano.
  - Małgorzata Olejnik, política polonesa.
- 1967 — Cas Mudde, cientista político neerlandês.
- 1968 — Joachim Halupczok, ciclista polonês (m. 1994).
- 1969 — Tate Taylor, ator e diretor norte-americano.
- 1971
  - Luigi Di Biagio, ex-futebolista e treinador de futebol italiano.
  - John Hodgman, ator e escritor norte-americano.
- 1972 — Julie Gayet, atriz e produtora de cinema francesa.
- 1974
  - Kelly Jones, cantor e compositor britânico.
  - John Baraza, ex-futebolista queniano.
- 1975 — Cacau Protásio, atriz brasileira.
- 1976
  - Jamie McMurray, automobilista norte-americano.
  - Martin Mendonça, músico brasileiro.
  - Tomo Sugawara, ex-futebolista japonês.
  - Eros Pérez, ex-futebolista e jornalista chileno.
- 1977 — Cris, ex-futebolista e treinador de futebol brasileiro.
- 1978
  - Kamil Čontofalský, ex-futebolista eslovaco.
  - Suthida da Tailândia.
- 1979 — Rumer, cantora e compositora britânica.
- 1980
  - Amauri, ex-futebolista ítalo-brasileiro.
  - Keiji Suzuki, judoca japonês.
  - Tamim bin Hamad al-Thani, emir catari.
- 1981 — Chicão, ex-futebolista brasileiro.
- 1982
  - Yelena Isinbayeva, ex-atleta russa de salto com vara.
  - Horacio Peralta, ex-futebolista uruguaio.
  - Gaetano D'Agostino, ex-futebolista e treinador de futebol italiano.
- 1983 — Armando Costa, ex-jogador de basquete angolano.
- 1984
  - Félix de Luxemburgo.
  - Faneva Imà Andriatsima, ex-futebolista malgaxe.
- 1985
  - Luíza Curvo, atriz brasileira.
  - Papiss Cissé, futebolista senegalês.
  - Enkhbatyn Badar-Uugan, pugilista mongol.
  - Noah Maposa, futebolista botsuanês.
  - Klemen Slakonja, ator, comediante, apresentador e músico esloveno.
  - Łukasz Piszczek, futebolista polonês.
- 1986
  - Rafael Nadal, ex-tenista espanhol.
  - Adrián Vallés, ex-automobilista espanhol.
  - Eugene Laverty, motociclista britânico.
  - Gustavo Lins, cantor e compositor brasileiro.
  - Josh Segarra, ator norte-americano.
  - Woo Ji-hyun, ator sul-coreano.
- 1987
  - Lalaine, atriz e cantora estadunidense.
  - Michelle Keegan, atriz britânica.
- 1988 — Trine Schmidt, ex-ciclista dinamarquesa.
- 1989
  - Megumi Han, dubladora e atriz japonesa.
  - Óscar Duarte, futebolista costarriquenho.
  - Katie Hoff, ex-nadadora norte-americana.
  - Betssy Chávez, advogada e política peruana.
  - Bangaly Fofana, jogador de basquete francês.
  - Adriana Salvatierra, política boliviana.
  - Imogen Poots, atriz britânica.
- 1991
  - Bruno Uvini, futebolista brasileiro.
  - Jeniffer Dias, atriz e produtora brasileira.
  - Lutalo Muhammad, taekwondista britânico.
  - Natasha Dupeyrón, atriz e cantora mexicana.
- 1992
  - Mario Götze, futebolista alemão.
  - Jade Cargill, lutadora profissional e modelo norte-americana.
  - Dilraba Dilmurat, atriz, modelo, apresentadora, cantora e dançarina chinesa.
- 1993 — Jonathan Lastra, ciclista espanhol.
- 1994
  - Germán Conti, futebolista argentino.
  - Anne Winters, atriz e cantora norte-americana.
- 1995
  - Caíque França, futebolista brasileiro.
  - Mikhail Dovgalyuk, nadador russo.
  - Cristian Roldan, futebolista norte-americano.
- 1996
  - Lukas Klostermann, futebolista alemão.
  - Matheus Rossetto, futebolista brasileiro.
- 1997 — Alison Oliver, atriz irlandesa.
- 1998 — Zayne Emory, ator estadunidense.
- 1999
  - Dan-Axel Zagadou, futebolista francês.
  - Thomas Green, canoísta australiano.
- 2000
  - Alison dos Santos, velocista brasileiro.
  - Beabadoobee, cantora e compositora filipino-britânica.

### Século XXI
- 2001 — Jalen Suggs, jogador de basquete norte-americano.
- 2002 — Yan Couto, futebolista brasileiro.
- 2003 — Louis Partridge, ator britânico.
- 2005 — Désiré Doué, futebolista francês.

## Mortes

### Anterior ao século XIX
- 0800 — Estaurácio, oficial eunuco bizantino (n. ?).
- 1050 — Davino da Armênia, peregrino e santo cristão (n. ?).
- 1594 — John Aylmer, bispo inglês (n. 1521).
- 1649 — Manuel de Faria e Sousa, historiador português (n. 1590).

### Século XIX
- 1853 — Cesare Balbo, político e escritor italiano (n. 1789).
- 1875 — Georges Bizet, compositor francês (n. 1838).

### Século XX
- 1913 — Bartolomeu Taddei, padre jesuíta ítalo-brasileiro (n. 1837).
- 1924 — Franz Kafka, escritor tcheco (n. 1883).
- 1925 — Camille Flammarion, astrônomo e espírita francês (n. 1842).
- 1960 — Artur de Magalhães Basto, historiador português (n. 1894).
- 1962 — Edgard Santos, o Reitor Magnífico, professor, médico e político brasileiro (n. 1894).
- 1963 — Papa João XXIII (n. 1881).
- 1975 — Eisaku Sato, político japonês (n. 1901).
- 1977 — Roberto Rosselini, cineasta italiano (n. 1906).
- 1986 —
  - Augusto Ruschi, cientista, agrônomo e naturalista brasileiro (n. 1915).
  - Robert La Tourneaux, ator estadunidense (n. 1940).
- 1987 — Will Sampson, pintor, ator e artista de rodeio estadunidense (n. 1933).
- 1989 — Ruhollah Khomeini, líder religioso iraniano (n. 1900).

### Século XXI
- 2001 — Anthony Quinn, ator estadunidense (n. 1915).
- 2004 — Quorthon, músico sueco (n. 1966).
- 2009 — David Carradine, ator estadunidense (n. 1936).
- 2010
  - Rue McClanahan, atriz norte-americana (n. 1934).
  - João Aguiar, escritor português (n. 1943).
- 2011 — Jack Kevorkian, médico estadunidense (n. 1928).
- 2016
  - Luis Salom, motociclista espanhol (n. 1991).
  - Muhammad Ali, lutador norte-americano (n. 1942).
- 2019
  - Agustina Bessa-Luís, escritora portuguesa (n. 1922).
  - Sônia Guedes, atriz brasileira (n. 1932).
- 2020 — Maria Alice Vergueiro, pedagoga, professora universitária e atriz brasileira (n. 1935).
- 2021 — Berenice Azambuja, cantora e instrumentista brasileira de música nativista gaúcha (n. 1952).
- 2025 — Samiha Ayoub, atriz egípcia (n. 1932).

## Feriados e eventos cíclicos
- Dia da conscientização contra a obesidade mórbida infantil.
- Dia Mundial da Bicicleta

### Brasil
- Dia do Escrevente de Cartório - São Paulo
- Dia Nacional da Educação Ambiental

### Portugal
- Feriado Municipal de Ponta Delgada

### Cristianismo
- Carlos Lwanga
- Clotilde da Borgonha
- Cono de Teggiano
- Davino da Armênia
- Mártires de Uganda
- Ovídio de Braga
- Teótoco de Vladimir

## Outros calendários
- No calendário romano era o 3.º dia (III) antes das nonas de junho.
- No calendário litúrgico tem a letra dominical G para o dia da semana.
- No calendário gregoriano a epacta do dia é xxv ouxxiv.